# Église Saint-Fiacre de Saint-Fiacre (Côtes-d'Armor)
Pour les articles homonymes, voir Église Saint-Fiacre.
L'église Saint-Fiacre est l'église paroissiale de la commune de Saint-Fiacre dans les Côtes-d'Armor en Bretagne.
Le portail sur la façade sud remonte au XVe siècle. Par-dessus, se trouve une voûte en bois dont les sablières et blochets sont sculptés et peints.
L'ensemble comprenant le portail sud de l’église et l'ossuaire fait l’objet d’un classement au titre des monuments historiques depuis le 17 juillet 1915.